# Jeppo församling
Jeppo församling var fram till 2013 en församling i Pedersöre prosteri inom Borgå stift i Evangelisk-lutherska kyrkan i Finland. Från år 2013 fusionerades de tre lutherska församlingarna i Nykarleby, Munsala och Jeppo. Den nya församlingen heter Nykarleby församling. 
Den sista kyrkoherden i Jeppo församling var Johan Klingenberg.   
Från år 2014 bildades Jeppo kapellförsamling som inom Nykarleby församling har ett kapellråd som ansvarar för verksamheten inom gamla Jeppo församlings område. Präst i Jeppo kapellförsamling är Henrik Östman. Kapellförsamlingen drogs in 12.6 2020.    